# وادي الذئاب فلسطين (فلم)
وادي الذئاب فلسطين (بالتركية: Kurtlar Vadisi Filistin) هو فيلم تركي من إنتاج شركة بانا فيلم صدر في 28 يناير 2011 وتم عرضه في تركيا وبعض الدول الأوروبية والعربية 
تدور احداث الفيلم حول سفينة مرمرة التركية التي تكون محمله بامدادات الإغاثة الإنسانية للشعب الفلسطيني ولكن هناك خطط إسرائيلية لمنع هذه السفينة من الوصول إلى فلسطين. عندها مراد علمدار واصدقائه يذهبون إلى  فلسطين لينتقموا من الضابط الإسرائيلي موشيه بن اليعازر والذي خطط للعمليه عن طريق الاتصالات التي ستجري بين الفلسطينيين ومراد علمدار سيحاولون الوصول إلى الهدف خطوة خطوة بالإضافة إلى العديد من مفاجئات مراد علمدار.
يعطي هذا الفيلم مساحة كبيرة لوصف المعاناة الإنسانية للشعب الفلسطيني على جميع الأصعدة ولكن أحداث السفينة مرمرة لم يكن مخططا لتكون جزءً من الفيلم ومع ذلك وقع تقطيع وتغيير أجزاء كبيرة من الفيلم أثناء الإنتاج حين وقعت الحادثة أثناء التصوير، ليتم ادراجها في الفيلم.

## قصة الفيلم
الفيلم يحكي قصة السفينة التركية المحملة بالمساعدات الموجهة إلى فلسطين، فبعد هجوم إسرائيل على السفينة توجه مراد ورفاقه لإنقاذ السفينة، والفيلم من تمثيل أبطال مسلسل وادي الذئاب نجاتي شاشماز ، غوركان اويغون، كنان جوبان.
أحداث الفيلم حول صراع أبطال وادي الذئاب مع الجيش الإسرائيلي في القدس، بعد ان قامت القوات الإسرائيلية بقتل 9 نشطاء سلام أتراك على متن سفينة مرمرة، التي كانت في طريقها إلى قطاع غزة للتضامن ولفك الحصار الإسرائيلي على أهالي القطاع، حيث يذهب مراد وميماتي وعبد الحي ومعهم عبد الله الفلسطيني للقضاء على موشي الذي أمر بالهجوم على السفينة، ويشتبكون مع الجيش وتدخل بالقصة معهم يهودية أمريكية والتي تكون دليل سياحي لمجموعة، ويحدث اشتباك مما يؤدي إلى قلع عين موشي برصاصة من مراد والذي يعود لمهاجمة بيت عبد الله وهدم بيته على الذي بقي به ابنه المشلول وموت أمه مما يجعل مراد يهاجم سجن وقتل رئيس السجن الذي هو صديق موشي وبالنهاية يتم هجوم كبير بينهم يؤدي إلى موت موشي والكثير من رجاله.

## مقاطعة الفيلم
العديد من الدول الأوروبية رفضت عرض الفيلم بحجة إساءته إلى الجيش الإسرائيلي، ومنها  ألمانيا التي منعت عرضه في مناسبة المحرقة النازية بحق اليهود في ألمانيا، ومنها  الولايات المتحدة التي ساندت الحكومة الإسرائيلية في عزلتها المفروضة على قطاع غزة. يذكر أن الفيلم تسبب في أزمة حادة بين الحكومتين التركية والإسرائيلية، منذ الإعلان عن بدء تصويره؛ كونه يتبنى وجهة النظر الفلسطينية، ويفضح التجاوزات الإسرائيلية بصراحة لم يقدم عليها أي فيلم سينمائي من قبل.
حدثت مشاكل بين الحكومة التركية والأسرائيلية بسبب هذا الفيلم ولكن لم يتم إيقافه كما أن الحكومة الإسرائيلية لقبت بطل الفيلم نجاتي شاشماز بـِ رامبو تركيا.

## العرض
تم عرض الفيلم في تركيا و في العديد من الدول منها:
- 28 أكتوبر 2011 في تركيا
- 28 أكتوبر 2011 في أوزباكستان
- 31 أكتوبر 2011 في تركمانستان
- 6 ستمبر 2011 في روسيا
- 11 ستمبر 2011 في كازاخستان
- 18 ستمبر 2011 في باكستان
- 29 ستمبر 2011 في فلسطين

## الدبلجة
دبلج الفلم إلى اللغة العربية باستوديوهات شركة NIS - نبيل الدقاق - دمشق وعرض في دور العرض العربية

## الشخصيات
- نجاتي شاشماز-مراد علمدار
- غوركان أويغون-ميماتي باش
- كنعان جوبان-غوركان أويغون
- نور فتاح أوغلو-سيمون ليفي
- اردال بشكتش اوغلو اردال اوغلو-موشي بن اليعازر
- Erkan Sever-عبد الله
- Mustafa Yaşar-تداخل الصوت والفيديو
- Ayten Uncuoğlu-
- Umut Karadağ-
- Zafer Diper-

## روابط خارجية
- الفيلم مترجم على موقع daily motion

## وصلات خارجية
- مقالات تستعمل روابط فنية بلا صلة مع ويكي بيانات